# توني برمان (صحفي)
توني برمان هو صحفي كندي، ولد في 13 يونيو 1948.